# Élections fédérales canadiennes de 2006 à Terre-Neuve-et-Labrador
Voici les résultats des élections fédérales canadiennes de 2006 dans la province de Terre-Neuve-et-Labrador. Les candidats sortants sont en italiques; les gagnants sont en caractères gras.

## Avalon
- Eugene Conway - Nouveau Parti démocratique (3365 - 9,1 %)
- Shannon Hillier - Parti vert (297 - 0,8 %)
- Fabian Manning - Parti conservateur (19 132 - 51,6 %)
- Bill Morrow - Parti libéral (14 318 - 38,6 %)

## Bonavista-Gander-Grand Falls-Windsor
- Sandra Cooze - Nouveau Parti démocratique (2668 - 7,0 %)
- Judy Davis - Parti vert (265 - 0,7 %)
- Aaron Hynes - Parti conservateur (15 376 - 40,3 %)
- Scott Simms - Parti libéral (19 866 - 52,0 %)

## Humber—St. Barbe—Baie Verte
- Gerry Byrne - Parti libéral (17 208 - 52,9 %)
- Martin Hanzalek - Parti vert (339 - 1,0 %)
- Cyril Pelley, Jr. - Parti conservateur (10 137 - 31,2 %)
- Holly Pike - Nouveau Parti démocratique (4847 - 14,9 %)

## Labrador
- Joe Goudie - Parti conservateur (4528 - 39,7 %)
- Jacob Edward Larkin - Nouveau Parti démocratique (1037 - 9,1 %)
- Todd Norman Russell - Parti libéral (5768 - 50,5 %)
- Gail Zwicker - Parti vert (82 - 0,7 %)

## Random-Burin-St. George's
- Mark Brennan - Parti vert (426 - 1,4 %)
- Cynthia Downey - Parti conservateur (12 232 - 40,8 %)
- Bill Matthews - Parti libéral (13 652 - 45,5 %)
- Amanda Will - Nouveau Parti démocratique (3702 - 12,3 %)

## St. John's-Est
- Paul Antle - Parti libéral (14 345 - 34,9 %)
- Norman Doyle - Parti conservateur (19 110 - 46,6 %)
- Stephen Eli Harris - Parti vert (402 - 1,0 %)
- Michael Kehoe - Nouveau Parti démocratique (7190 - 17,5 %)

## St. John's-Sud-Mount Pearl
- Siobhan Coady - Parti libéral (12 295 - 33,0 %)
- Barry Crozier - Parti vert (235 - 0,6 %)
- Loyola Hearn - Parti conservateur (16 644 - 44,7 %)
- Peg Norman - Nouveau Parti démocratique (8073 - 21,7 %)